# شورای ملی مقاومت ایران
شورای ملی مقاومت ایران یک ائتلاف سیاسی متشکل از سازمان‌ها، گروه‌ها و شخصیت‌های ایرانی است که در ۳۰ تیر ۱۳۶۰ در تهران توسط مسعود رجوی و ابوالحسن بنی‌صدر به منظور سرنگونی حکومت کنونی ایران و استقرار یک نظام سیاسی دموکراتیک و مستقل بنیان‌گذاری شد. بنی‌صدر، بعدها از آن جدا شد. در سال ۱۳۷۲ این شورا مریم رجوی را به‌عنوان «رئیس‌جمهور» دوران انتقال برگزید. طرح ده ماده‌ای مریم رجوی در رابطه با «ایران فردا» که مبتنی بر جدایی دین از دولت، کثرت‌گرایی و برابری جنسیتی است، بیانگر دیدگاه‌ها و راهبردهای شورای ملی مقاومت و پلاتفرم عمل مقاومت ایران برای ایران آزاد فردا است. در سال ۲۰۰۲، شورای ملی مقاومت ایران افشا کرد که تهران تأسیسات مرتبط با هسته‌ای ساخته است.

## تأسیس
در ۳۰ تیر ۱۳۶۰ شورای ملی مقاومت ایران توسط مسعود رجوی و ابوالحسن بنی‌صدر در تهران تأسیس شد. پس از آن رجوی به همراه بنی‌صدر در ۷ مرداد ۱۳۶۰ با پروازی از پایگاه یکم شکاری تهران به پاریس رفت، و در اتحاد با او و شماری دیگر از نیروهای مخالف حکومت جمهوری اسلامی ایران تشکیل «شورای ملی مقاومت» را به عنوان آلترناتیو دموکراتیک حکومت ایران اعلام کرد. این شورا هدف خود را ائتلاف همه نیروهای دموکراتیک مخالف نظام جمهوری اسلامی به منظور سرنگونی این نظام و استقرار دموکراسی در ایران اعلام نمود.

## ساختار
شورای ملی مقاومت ایران ائتلافی سیاسی، متشکل از چند سازمان، حزب سیاسی و ۵۳۰ شخصیت سیاسی، علمی، فرهنگی، اجتماعی و ورزشی و همچنین اقلیت‌های قومی و مذهبی مانند کردها، بلوچ‌ها، ارامنه، کلیمیان، زرتشتیان و آتئیست‌ها است. زنان بیش از ۵۰ درصد اعضای این شورا را تشکیل می‌دهند. مسئول شورا مسعود رجوی است. شورا ۲۵ کمیسیون، یک دبیرخانه و ۶ دبیر دارد که امور اداری شورا را برعهده دارند. مهناز سلیمیان، دبیر ارشد و ابوالقاسم رضایی معاون دبیرخانه شورا است.

## دولت موقت ۶ ماهه
بنا بر اساسنامه شورا، بعد از سرنگونی نظام جمهوری اسلامی، دولت موقت تنها ۶ ماه در قدرت خواهد بود و وظیفه اصلی‌اش برگزاری انتخابات آزاد برای تشکیل مجلس مؤسسان و قانون‌گذاری ملی و انتقال قدرت به نمایندگان مردم ایران است. ۲۵ کمیسیون در شورای ملی مقاومت ایران پایه‌های دولت موقت ائتلافی را پس از سرنگونی تشکیل می‌دهند. ریاست هر کمیته را یکی از شخصیت‌های عضو شورا که در زمینه مزبور تخصص دارد، بر عهده دارد.

## رئیس‌جمهور منتخب شورا
نخستین رئیس‌جمهور در شورای ملی مقاومت، ابوالحسن بنی‌صدر بود، سپس در ۱۳۷۲ شورای ملی مقاومت ایران مریم رجوی را به‌عنوان «رئیس‌جمهور» دوران انتقال برگزید. بر اساس مصوبه شورای ملی مقاومت ایران، بعد از براندازی حکومت جمهوری اسلامی تا تأسیس مجلس مؤسسان و انتخاب رئیس‌جمهور، ریاست‌جمهور موقت کشور مریم رجوی خواهد بود. رجوی در یک طرح ۱۰ ماده‌ای، راهبردها و دیدگاه‌های شورای ملی مقاومت ایران برای ایران آزاد فردا را ارائه کرده است. در این طرح مریم رجوی تعهد خود را به اعلامیه جهانی حقوق بشر و سایر اسناد بین‌المللی اعلام کرده است. وی همچنین متعهد به همزیستی مسالمت‌آمیز با همه کشورها، احترام به منشور سازمان ملل متحد و پایان دادن به ساخت سلاح‌های هسته‌ای است. وی خواستار لغو مجازات اعدام، ایجاد یک نظام حقوقی مدرن و استقلال قضائیه است.

## نشان شورا
شورای ملی مقاومت در ۷ شهریور ۱۳۷۲، نشان شیر و خورشید را به‌عنوان آرم رسمی شورا برگزید و مقرر نمود در پرچم ایران از این علامت که «از دوران ایران باستان مظهر نگاهبانی ایران‌زمین بوده و در طول تاریخ به‌عنوان آرم ایرانیان به‌کار رفته است»، استفاده گردد. در همین اجلاس مقرر گردید که «پرچم ایران به رنگهای سبز و سفید و سرخ، به علامت شیر و خورشید مزین خواهد شد.»

## تصمیم‌گیری‌ها در شورا
بر اساس مصوبات شورا، صرفنظر از وزن و موقعیت اعضای شورا، کلیه اعضاء دارای یک رأی بوده و همه تصمیم‌گیریها بر مبنای اکثریت آراء اتخاذ می‌شود.

## طرح‌ها و مصوبات شورا
برخی از طرح‌ها و مصوبات شورا:
طرح آزادی‌ها و حقوق زنان: شورای ملی مقاومت ایران در ۲۸ فروردین ۱۳۶۶ طرح «آزادی‌ها و حقوق زنان» را به اتفاق آرا تصویب کرد. بر اساس این طرح، زنان حق تصدی تمامی مناصب و مقام‌های کشوری از جمله قضاوت و رهبری سیاسی را دارند. شورا همچنین حق انتخاب آزادانه لباس و پوشش و حق شرکت در کلیه مسابقات ورزشی و فعالیت‌های هنری و … را به رسمیت می‌شناسد.
طرح خودمختاری کردستان ایران: شورای ملی مقاومت ایران در ۱۷ آبان ۱۳۶۲ طرح خودمختاری کردستان در چارچوب تمامیت ارضی و یکپارچگی و وحدت ملی کشور (ایران) را به‌اتفاق آراء تصویب نمود.
طرح جدایی دین و دولت: شورا در تاریخ ۲۱ آبان ۱۳۶۴ با تأکید بر تضمین «حقوق فردی و اجتماعی مردم مصرح در اعلامیه جهانی حقوق بشر» از جمله حق آزادی ادیان و مذاهب و منع هرگونه تفتیش عقیده که لازمه حفظ شئون و حیثیات انسانی است، طرح جدایی دین و دولت را تصویب نمود.
طرح جبهه همبستگی ملی برای سرنگونی استبداد مذهبی: شورای ملی مقاومت ایران طرح جبهه همبستگی ملی را به منظور همکاری و اتحاد عمل با دیگر نیروهای سیاسی تصویب کرد. این جبهه، کلیه نیروهای جمهوری‌خواهی را شامل می‌شود، که با التزام به نفی کامل نظام ولایت فقیه و همه جناحها و دسته‌بندی‌های درونی آن، برای استقرار یک نظام سیاسی دموکراتیک و مستقل و مبتنی بر جدایی دین از دولت مبارزه می‌کنند.

## اساسنامه شورای ملی مقاومت
مصوب نخستین اجلاس شورا در بهمن و اسفند ۱۳۶۰ و اصلاح شده در ۸ مهر ۱۳۷۶، به اتفاق آراء:
1. شورای ملی مقاومت برای سرنگونی رژیم خمینی و استقرار دولت موقت تشکیل شده است.
2. این شورا تا تشکیل و اعلام آمادگی مجلس مؤسسان و قانونگذاری ملی، موقتاً وظایف قانونگذاری و نظارت بر اداره امور کشور را بر عهده دارد.
3. هر شخصیت یا جریان سیاسی که به عضویت شورا پذیرفته شود دارای یک رأی است.
4. جلسات شورا با شرکت لااقل نصف به علاوه یک اعضا رسمیت می‌یابد. تصمیمات با اکثریت نصف به علاوه یک اعضای حاضر اتخاذ می‌گردد.
5. پذیرش هر عضو جدید در شورا، مستلزم التزام به برنامه شورا و دولت موقت و وظایف مبرم آن و سایر مصوبات شوراست که بایستی همراه با تقاضای پیوستگی به شورا کتباً به مسئول شورا اعلام شود. این تقاضا پس از رسیدگی مقدماتی، توسط مسئول شورا در فرصت مقتضی در نشست شورا مطرح و درصورت تصویب (مطابق ماده ۴)، متقاضی از آن پس «عضوشورا» محسوب می‌شود.
6. تصمیمات شورا، برای اعضای شورا و برای دولت موقت الزام‌آور است.
7. مسئولیت تشکیل دولت موقت و تعیین وزرا بر عهده آقای مسعود رجوی نماینده سازمان مجاهدین خلق ایران است. این دولت مطابق برنامه و وظایف مبرم دولت موقت و سایر مصوبات شورا عمل خواهد نمود.
8. در چارچوب مصوبات شورا، حق سؤال و استیضاح از دولت موقت یا هر یک از اعضای آن برای همه اعضای شورا محفوظ است.
9. شخصیتهای عضو شورا شخصاً در جلسات شورا شرکت می‌نمایند و حق اعزام نماینده یا جانشین ندارند.
10. مخارج شورا از طریق حق عضویت اعضا و کمکهای داوطلبانه علاقمندان به آزادی و استقلال ایران تأمین می‌شود. مسئول شورا میزان تعهد مالی هر یک از اعضا را با توافق خود آنها تعیین و گزارش مالی را به شورا تقدیم خواهد نمود.[۳۹]

## فعالیت‌های شورا
در سال ۲۰۰۲، شورای ملی مقاومت ایران افشا کرد که «تهران تأسیسات مرتبط با هسته‌ای ساخته است.»
در ژوئن ۲۰۲۰، اکثریت اعضای مجلس نمایندگان ایالات متحده از «قطعنامه دو حزبی» حمایت کردند که از مریم رجوی و «شورای ملی مقاومت برای یک ایران سکولار و دموکراتیک» حمایت و در عین حال «تروریسم دولتی تحت حمایت ایران را محکوم می‌کند». این قطعنامه با حمایت ۲۲۱ قانونگذار، از طرح ده ماده‌ای رجوی برای آینده ایران حمایت کرد. ضمن اینکه خواستار جلوگیری از «فعالیت‌های مخرب نمایندگی‌های دیپلماتیک رژیم ایران» گردید.
کنفرانس حقوق بشر در لاهه
در ۱۸ آذر ۱۴۰۲، به مناسبت روز جهانی حقوق بشر، این شورا کنفرانسی در لاهه، هلند برگزار کرد. در این کنفرانس، مریم رجوی به افزایش نگران‌کننده اعدام‌ها در ایران اشاره کرد و خواستار اتخاذ موضع قاطع توسط جامعه بین‌المللی علیه رژیم ایران شد. وی همچنین بر لزوم قرار دادن سپاه پاسداران در فهرست گروه‌های تروریستی و فعال‌سازی مکانیزم ماشه در قطعنامه ۲۲۳۱ شورای امنیت تأکید کرد.
افشای «تأسیسات هسته‌ای سمنان (رنگین کمان)»: روز پنجشنبه ۱۸ خرداد ۱۴۰۴ دفتر نمایندگی شورای ملی مقاومت در آمریکا سایت مخفی تسلیحات هسته‌ای حکومت ایران با نام «سایت رنگین کمان» در سمنان را طی یک کنفرانس مطبوعاتی افشاء کرد، که به منظور افزایش قدرت انفجاری کلاهک هسته‌ای بکار گرفته می‌شود.

## سازمان‌ها و شخصیت‌های عضو
سازمان‌ها و شخصیت‌های عضو این شورا به شرح زیر است:
- سازمان مجاهدین خلق ایران

سازمان مجاهدین خلق ایران در سال ۱۳۴۴ به رهبری محمد حنیف‌نژاد، سعید محسن و علی‌اصغر بدیع‌زادگان تأسیس شد؛ دبیرکل این سازمان زهرا مریخی است که در ۱۵ شهریور ۱۳۹۶ در کنگره سراسری مجاهدین به مناسبت پنجاه و دومین سالگرد تأسیس این سازمان به این سمت انتخاب شد.
بدنه اصلی این سازمان در حال حاضر در آلبانی و دیگر کشورهای اروپایی است. سایر اعضای این سازمان در کشورهای مختلف اروپایی و آمریکایی حضور دارند.
- سازمان چریک‌های فدایی خلق ایران – پیرو برنامه هویت

یک انشعاب از گروه چپ سازمان چریک‌های فدایی خلق ایران است که با وابستگی به مسکو به‌شدت مخالف بود. این شاخه سازمان در سال ۱۳۶۳ متقاضی عضویت در شورای ملی مقاومت شد و در سال ۱۳۶۴ به‌عضویت این شورا پذیرفته شد. مهدی سامع، مهندس مکانیک، نمایندهٔ این سازمان در شورا، زندانی سیاسی بود که از سال ۱۳۴۹ تا ۱۳۵۷ در زندان‌های نظام پهلوی به‌سر برده است.
- جمعیت اقامه

این تشکل در سال ۱۳۵۹ با نام «جمعیت اقامه» تأسیس شد که بعدها به «جمعیت دفاع از دمکراسی و آزادی در ایران (داد)» تغییر نام داد. این تشکل دربرگیرندهٌ روشنفکران مذهبی و غیرمذهبی و همچنین متخصصان و تکنوکرات‌های ایرانی می‌باشد و توسط یک روحانی به نام جلال گنجه‌ای نمایندگی می‌شود. وی از شاگردان قدیمی روح‌الله خمینی بود ولی بعد از تشکیل سازمان مجاهدین خلق ایران هوادار این سازمان شد که به‌دلیل تأکید خمینی بر ولایت فقیه، از او فاصله گرفت. گنجه‌ای در زمان محمدرضا شاه، زندانی سیاسی بود.
- کانون توحیدی اصناف

متشکل از بازاریان و صاحبان صنایع مخالف جمهوری اسلامی است که در سال ۱۳۵۸ تأسیس شد. نمایندهٔ کانون توحیدی اصناف در شورای ملی مقاومت، ابراهیم مازندرانی، اهل تبریز، از تجار سابق بازار تهران و از زندانیان سیاسی زمان نظام پهلوی می‌باشد.
- استادان متعهد دانشگاه‌ها و مدارس عالی

متشکل از استادان دانشگاه می‌باشد و در سال ۱۳۵۹ تأسیس شد. استادان عضو این گروه در جریان آنچه که انقلاب فرهنگی نامیده می‌شد. محمدعلی شیخی، استاد سابق دانشکدهٔ فنی دانشگاه تهران، نمایندگی این گروه در شورا را به‌عهده دارد.

### کمیسیون‌های شورا
مسئولان برخی از کمیسیون‌های شورا:
محمد سیدالمحدثین (مسئول کمیسیون خارجه) –– مهدی سامع (مسئول کمیسیون صنایع) –سروناز چیت‌ساز (مسئول کمیسیون زنان) – مسلم اسکندر فیلابی (مسئول کمیسیون ورزش) – مهدی ابریشم‌چی (مسئول کمیسیون صلح) – سنابرق زاهدی (مسئول کمیسیون قضایی) – عباس داوری (مسئول کمیسیون کار) – سهیلا صادق (مسئول کمیسیون آموزش و پرورش) – صالح رجوی (مسئول کمیسیون بهداشت و درمان) – محمدعلی توحیدی (مسئول کمیسیون انتشارات)- جلال گنجه‌ای (مسئول کمیسیون آزادی مذاهب و ادیان)

### نمایندگی‌های شورا در کشورها
- نماینده شورا در آمریکا: سونا صمصامی
- معاون نماینده شورا در آمریکا: علیرضا جعفرزاده

### اعضاء ترور شده توسط جمهوری اسلامی
برخی از اعضای ترور شده توسط جمهوری اسلامی ایران:
کاظم رجوی – محمدحسین نقدی

### اعضا و تشکل‌های جداشده
شورای ملی مقاومت در پروسه فعالیت خود از تیرماه ۱۳۶۰، طی چند مرحله گسترش یافت، در همین حال تعدادی نیز از آن کناره‌گیری کرده یا اخراج شدند. این سازمان‌ها و افراد عبارت بودند از:جبهه دمکراتیک انقلابی زحمتکشان (سال ۱۳۶۲)، حزب دمکرات کردستان ایران (سال ۱۳۶۴)، شورای متحد چپ (سال ۱۳۶۴)، حزب کار ایران (توفان) (سال ۱۳۶۴)-جبهه دموکراتیک ملی ایران، جنبش دموکراتیک-انقلابی زحمتکشان گیلان و مازندران و اتحادیه کمونیست‌های ایران (سربداران)
ابوالحسن بنی صدر-حسن ماسالی- بهمن نیرومند - ناصر پاکدامن - احمد سلامتیان، مهدی خانبابا تهرانی، محمدرضا روحانی و کریم قصیم -هدایت‌الله متین دفتری

## انتشارات شورا
- Terrorist Training Camps in Iran: How Islamic Revolutionary Guards Corps Trains Foreign Fighters to Export Terrorism[۶۹]
- Meet the National Council of Resistance of Iran[۷۰]
- Iran's Ballistic Buildup: The March Toward Nuclear-Capable Missiles[۷۱]
- How Iran Regime Cheated the World: Tehran's Systematic Efforts to Cover Up its Nuclear Weapons Program[۷۲]